# Schindleria brevipinguis
Schindleria brevipinguis è un pesce facente parte della famiglia Schindleriidae e all'ordine Perciformes.

## Dimensioni
È considerato il pesce e il vertebrato più piccolo del mondo. Raggiunge la lunghezza massima di 8,4 mm e pesa fino a circa 1 mg.

## Distribuzione e habitat
È endemico della Grande barriera corallina dell'Australia.